# باشگاه فوتبال انوسیس نئون پارالیمنی
باشگاه فوتبال انوسیس نئون پارالیمنی (یونانی: Ένωση Νέων Παραλιμνίου) یک باشگاه فوتبال در شهر پارالیمنی قبرس است. این باشگاه در لیگ دسته اول فوتبال قبرس بازی می‌کند. این باشگاه در سال ۱۹۳۶ تأسیس شده‌است. 